# Anzhela Tsagayeva
Anzhela Tsagayeva (en ruso: Анжела Цагаева) es una deportista rusa que compitió en esgrima, especialista en la modalidad de florete. Ganó una medalla de oro en el Campeonato Europeo de Esgrima de 1998, en la prueba por equipos.

## Palmarés internacional
| Campeonato Europeo | Campeonato Europeo | Campeonato Europeo | Campeonato Europeo  |
| Año                | Lugar              | Medalla            | Prueba              |
| ------------------ | ------------------ | ------------------ | ------------------- |
| 1998               | Plovdiv (Bulgaria) | Medalla de oro     | Florete por equipos |